# سندرم لنوکس-گستو
سندرم لنوکس-گَستو (انگلیسی: Lennox–Gastaut syndrome) نوعی صرع است که در دوران کودکی آغاز می‌شود و بیشتر مابین سنینِ ۲ تا ۶ سالگی خود را نشان می‌دهد. این سندرم سه مشخصه دارد: (۱) بروز تشنج از انواع متفاوت (۲) نوار مغزی غیرطبیعی با امواج آهستهٔ سوزنی (نوک‌تیز) با دامنهٔ کمتر از ۲٫۵ هرتز (۳) کم‌توانی ذهنی متوسط تا شدید.

## علائم و نشانه‌ها
سنِ شروع بیماری معمولاً بین ۳ تا ۵ سالگی است، گرچه گاهی ممکن است در سنین کمتر یا بیشتری شروع شود. این بیماری شباهت‌های زیادی با «سندرم وست» (اسپاسم نوزادی) دارد؛ تا آن حد که به‌نظر می‌رسد ارتباطی مابین این دو موجود باشد.
تشنج‌ها به‌طور روزانه و در چندین نوبت رخ می‌دهند. این تشنج‌ها از انواع مختلفی هستند که شایع‌ترین نوع، «تشنج تونیک» است که در بیشتر از ۹۰٪ مواقع، شبانه است. دومین نوع شایع تشنج‌ها، «تشنج میوکلونیک» است که بیشتر هنگامِ خستگی شدید رخ می‌دهد.
تشنج‌های شایع دیگر، «ابسنس آتیپیک»، «کمپلکس پارشیال»، «موضعی» و «تونیک-کلونیک» است. حدود نیمی از مبتلایان، به بحران صرعی از نوع غیرتشنجی دچار خواهند شد که مشخصه‌اش سرگیجه، بی‌تفاوتی و عدم توجه و پاسخ به محرک خارجی است. تشنج‌ها ممکن است باعث غش‌کردن ناگهانی (و یا اسپاسم در اپیزودهای تونیک، کلونیک و میوکلونیک) و/یا از دست دادن تعادل شوند و به‌همین دلیل، این بیماران معمولاً کلاه‌های ایمنی بر سر می‌گذارند تا بر اثر زمین خوردن، آسیب مغزی نبینند.
علاوه بر این، کودکان مبتلا به این سندرم از رشد و تکامل آهسته یا حتی متوقف‌شدهٔ ذهنی-حرکتی و همچنین اختلالات رفتاری رنج می‌برند.
در فواصل بین تشنج‌ها، در نوار مغزی این کودکان نمای «امواج آهستهٔ سوزنی (نوک‌تیز)» دیده می‌شود.

## دلایل بروز بیماری
در ایجاد این سندرم، تنها یک علتِ واحد وجود ندارد: در ۲۰٪ مبتلایان، سندرم لنوکس-گستو به دنبال «سندرم وست» پدیدار می‌شود. این کودکان در سابقهٔ قبلی خود، اسپاسم‌های نوزادی یا تشنج‌های موضعی یا فراگیر داشته‌اند.
شایع‌ترین نوع سندرم لنوکس-گستو (۷۰–۷۸٪ موارد)، دلایل ثانویه دارد؛ یعنی می‌توان یک علت زمینه‌ای برای آن پیدا کرد. این علل زمینه‌ای شاملِ انسفالوپاتی یا سایر بیماری‌ها و اختلالات تکاملی و رشد هستند. دلایل شایع، شاملِ توبروز اسکلروزیس، بیماری‌های متابولیک مادرزادی، بیماری‌های التهابی مغز همچون آنسفالیت، مننژیت، توکسوپلاسموز، آسیب‌های هیپوکسی-ایسکمی و سایر آسیب‌های مشابه مغزی و ضایعات لوب پیشانی است. در اینگونه مبتلایان، پیش‌آگهی بیماری، بدتر از آنهایی است که هیچ علتی برای بیماری‌شان پیدا نشده‌است.
پیشرفت‌های علم ژنتیک در سال‌های اخیر سبب شد تا متخصصان دریابند جهش در ژن‌هایی همچون CHD2، GABRB3، ALG13 و Nav1.2 در بروز این سندرم مؤثرند. پژوهشی موسوم به Epi4K در سال ۲۰۱۳ میلادی نشان داد که دست‌کم ۱۵٪ از ۱۶۵ بیمارِ تحتِ مطالعهٔ مبتلا به سندرم لنوکس-گستو یا اسپاسم نوزادی، دارای اینگونه جهش‌های ژنی هستند. «لوند» و همکارانش در سال ۲۰۱۳ میلادی، تعداد بیشماری تنوع تعداد کپیِ (CNV's) نادر در مبتلایان به سندرم لنوکس-گستو یا تشنج‌های شبه لنوکس-گستو یافتند.
در حدود یک سوم از مبتلایان، هیچگونه دلیلی برای بیماری یافت نمی‌شود.
سندرم لنوکس-گستو و همچنین تشنج‌های مقاوم به دارو درمانی یا تشنج‌های راجعه، در «پورفیری‌های نورو-ویسرال» از جمله «پورفیری متناوب حاد»، «کوپروپورفیری» و «پورفیری واریگاتا» (پورفیری ارثی آفریقای جنوبی) دیده می‌شوند. باید دقت کرد که به چنین بیمارانی، دارهای ضدتشنجِ تولیدکنندهٔ پورفیرین تجویز نشود. تشخیص اینگونه بیماری‌ها در کودکان دشوار و نیازمند بررسی‌های آنزیمی و ژنتیکی است.

## تشخیص
پزشک باید همواره احتمالِ وجود این سندرم را در بیمارش، در ذهن داشته باشد. شک به بیماری، زمانی که انواع متعدد و گوناگونی از تشنج در کودک رخ می‌دهد بیشتر می‌شود و نمای خاص امواج آهستهٔ سوزنی در نوار مغزی این ظن بالینی را بیشتر می‌کند. در هنگام خواب، بیشتر پترن تونیک در امواج مغزی دیده می‌شود. اما ممکن است فردِ مبتلا به سندرم لنوکس-گستو، نماهای متفاوت و غیراختصاصی در نوار مغزی‌اش داشته باشد.
عقب‌ماندگی و اختلال ذهنی و یادگیری در این کودکان، گاهی پیش از تشنج‌ها شروع می‌شود و گاهی نیز تا ۲ سال پس از شروع تشنج‌ها، خود را نشان می‌دهد.
باید حتماً احتمال آسیب‌های ساختاری و اُرگانیک مغز را رد کرد. به‌همین سبب ممکن است انجام ام‌آرآی یا سی‌تی اسکن ضرورت یابد. یک تشخیص افتراقی مهمِ این بیماری، «سندرم شبه لنوکس» است که فاقد تشنج‌های تونیک است. انجام یک نوار مغزی در حین خواب، بخوبی این دو را از هم تشخیص می‌دهد.

## درمان
سندرم لنوکس-گستو اغلب به درمان مقاوم است، اما این بدان معنا نیست که درمان انجام نشود. داروهای ضدتشنج، بی‌حس‌کننده‌ها، استروئیدها مثل پردنیزون، ایمونوگلوبولین‌ها و چند داروی مختلف دیگر، در کنترل و درمان بیماری بکار می‌روند.

### داروها
هیچ مطالعهٔ باکیفیتی تاکنون، اثربخشیِ مفیدِ یک داروی به‌خصوص را اثبات نکرده‌است. روفینامید، لاموتریژین، توپیرامات و فلبامات ممکن است تا حدودی مفید باشند.

#### خط اول درمان
- روفینامید[۱۲]
- انواع والپروات
- فلبامات
- بنزودیازپین به‌خصوص کلونازپام، نیترازپام و کلوبازام

#### خط دوم درمان
- توپیرامات[۱۳][۱۴]
- لاموتریژین[۱۵]
- فلبامات[۱۶][۱۷][۱۸]

### جراحی
جراحی تسکینی، شدت تشنج‌ها و گسترش آن به سرتاسر نواحی مغزی را کاهش می‌دهد، اما اثری بر عامل ایجادکنندهٔ تشنج‌ها ندارد.
- تحریک عصب واگ
- برداشتن جسم پینه‌ای

در برخی از بیماران که کانون‌های تشنج با روش‌های دقیق تصویربرداری مشخص شده‌است، «جراحی درمان‌بخش» (Curative surgery)، کانون‌های ایجادکنندهٔ تشنج را از بین خواهد برد.
تا پیش از این، عقیده بر آن بود که انجامِ جراحی هیچگونه تأثیری در درمان این سندرم ندارد؛ چرا که تصور می‌کردند، سرتاسر مغز در ایجاد تشنج دخیل است؛ اما از سال ۲۰۱۰ میلادی، این فرضیهٔ قدیمی زیر سؤال رفته‌است و امکان جراحی را در برخی بیماران باید در نظر گرفت. دو مطالعه گسترده در کره جنوبی و چین در مبتلایان سندرم لنوکس-گستو که تحت جراحی قرار گرفتند، نتایج بسیار خوبی را نشان داده‌است و ۸۰ درصد کودکان کمتر از ۵ سال و ۴۰ درصد کودکان بالای ۵ سال، تشنج‌شان بکلی قطع شد. معذالک همچون هرگونه عمل جراحی که برای تشنج‌های دیگر انجام می‌شود، باید در نظر داشت که تشنج‌ها ممکن است سال‌ها بعد مجدداً برگردند، اما جراحی اجازه می‌دهد که کودک طی آن مدتی که دچار تشنج نمی‌شود، تکامل مغزی طبیعی و سالمی داشته باشد.

### درمان‌های دیگر

#### رژیم کتوژنیک
رژیم غذایی کتوژنیک نوعی رژیم غذایی است که باعثِ بروز کتوزیس در بدن می‌شود، وضعیتی که طی آن، سطح کتون‌ها در بدن بالا می‌رود. این روش روز به روز، با اقبال بیشتری جهت درمان تشنج‌های سخت و مقاوم مواجه می‌شود.

#### تزریق وریدی ایمونوگلوبولین
این روش از سال ۱۹۸۶ میلادی و هنگامی آغاز شد که «فون رکه‌فورشل-هارمانت» و همکارانش با تزریق داخل وریدی ایمونوگلوبولین به ۷ بیمار مبتلا به «سندرم لنوکس-گستوی ایدیوپاتیک» دریافتند که تعداد تشنج‌ها در ۶ بیمار کاهش یافت و وضعیت نوار مغزی‌شان نیز بهبود پیدا کرد.

## پیش‌آگهی
میزان مرگ در این بیماران در یک بازهٔ زمانیِ ۸٫۵ تا ۹٫۷ ساله، در حدود ۳ تا ۷٪ بوده که اغلب نیز به‌دلیل «حوادث» متعاقب شروع تشنج رخ داده‌است.

## همه‌گیرشناسی
سندرم لنوکس-گستو در حدود ۴٪ از کودکان مبتلا به صرع کشف می‌شود و در پسرها شایع‌تر از دخترهاست. سن آغاز علائم، مابین ۳ تا ۵ سالگی است و کودکان ممکن است تا پیش از آن، هیچگونه عارضهٔ مغزی-عصبی یا سابقهٔ تشنج‌های دیگر را ندارند. «سندرم وست» در حدود ۲۰٪ از مبتلایان پیش از تبدیل آن به سندرم لنوکس-گستو در حوالی ۲ سالگی، وجود دارد.

## تاریخچه
این بیماری را به افتخار دو متخصص مغز و اعصاب به نام‌های «ویلیام گوردون لنوکس» (بوستون، ایالات متحده آمریکا) و «آنری گستو» (مارسی، فرانسه) نامگذاری کرده‌اند.

## پژوهش‌ها
«فویشت» و همکاران دریافتند که داروی ویگاباترین، یک درمان کمکی مؤثر در کنار والپروات است. از ۲۰ کودک، تنها یکی دچار عارضهٔ جدی دیسکینزی شد.
داروی زونیساماید نتایج امیدبخشی در پژوهش‌های اولیهٔ انجام‌شده در ژاپن نشان داده‌است. با این‌حال در یک نظرسنجی از پزشکان متخصص در دسامبر ۲۰۰۴، مشخص شد که تنها ۲۸٪ از مبتلایان سندرم لنوکس-گستو و «سندرم وست»، با این دارو بهبود نسبی یافتند.
در یک مطالعه در سال ۲۰۱۷ که هنوز نتایج نهایی‌اش منتشر نشده‌است، کانابیدیول مؤثر بوده‌است.